# Dicksonia organensis
Dicksonia organensis là một loài dương xỉ trong họ Dicksoniaceae. Loài này được Miers, J.Sm. mô tả khoa học đầu tiên năm 1842.
Danh pháp khoa học của loài này chưa được làm sáng tỏ. 